# Nerín
Nerín és un poble del municipi de Fanlo, al Pirineu d'Osca. La seva població l'any 2020 era de 15 habitants.

## Festes
- Carnaval, un cap de setmana del mes de febrer.[3]
- 1 de maig, pelegrinatge a l'ermita de Sant Urbez.
- 16 d'agost, Festa Major amb motiu de Sant Roc.
- 15 de setembre, pelegrinatge a l'ermita de Sant Urbez.